# Герман (Ряшенцев)
Епископ Герман (в миру Николай Степанович Ряшенцев; 10 (22) ноября 1883, Тамбов — 15 сентября 1937, Сыктывкар) — епископ Русской православной церкви, епископ Вязниковский, викарий Владимирской епархии. Брат архиепископа Варлаама (Ряшенцева).
Причислен к лику святых Русской православной церкви в 2001.

## Биография
Родился в купеческой семье. Окончил тамбовскую гимназию.
В 1906 году окончил Казанскую духовную академию со степенью кандидата богословия.

### Монах и преподаватель

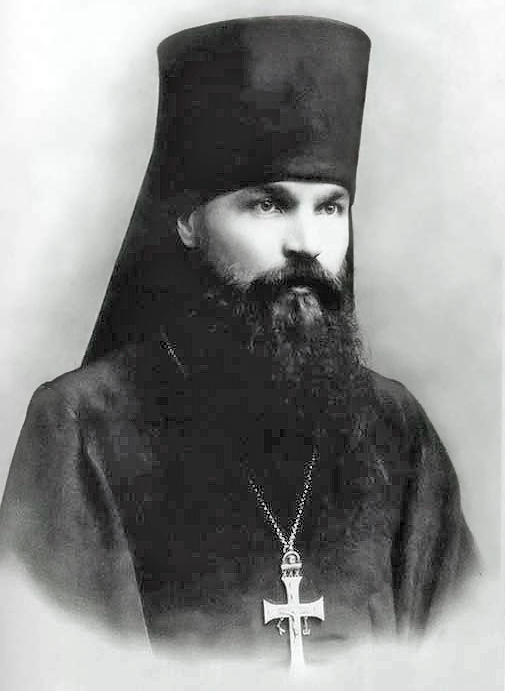
Архимандрит Герман (Ряшинцев)

В 1903 году был пострижен в монашество, а в 1905 году рукоположён в сан иеромонаха.
С 17 августа 1906 года преподавал в Псковской духовной семинарии.
С 1 декабря 1907 годы был назначен инспектором Псковской духовной семинарии.
С 30 января 1910 года назначен инспектором Вифанской духовной семинарии.
С 22 июня 1912 года — ректор Вифанской духовной семинарии, архимандрит. В период его ректорства был проведён капитальный ремонт здания семинарии.
Летом 1915 года, а также в 1917 году находился среди личного состава действующей армии в качестве проповедника.
С 1918 года, после закрытия Вифанской семинарии, жил в московском Даниловом монастыре, где вместе с епископом Феодором (Поздеевским) составил акафист благоверному князю Даниилу Московскому.

### Архиерей
14 сентября 1919 года рукоположён в епископа Волоколамского, викария Московской епархии.
19 февраля 1921 года был арестован за чтение проповедей, 14 сентября освобождён без права выезда из Москвы.
В июле 1922 года вновь арестован, заключён в Бутырскую тюрьму и в июле 1923 года приговорён к ссылке на три года в Западную Сибирь. В сентябре 1923—1924 — в ссылке в селе Самарово. В декабре 1924—1925 — в ссылке в деревне Чучелинские Юрты Тобольского округа. В августе 1925 года освобождён, вернулся в Москву.
30 ноября 1925 года был арестован в Москве вместе с другими архиереями по обвинению в создании нелегального Синода при Патриаршем местоблюстителе митрополите Петре (Полянском). Заключён во внутреннюю тюрьму ОГПУ и 21 мая 1926 года приговорён к двум годам ссылки в Среднюю Азию. С мая 1926 года находился в городе Турткуле Аму-Дарьинской области, а с февраля 1927 года — в городе Ходжейли Каракалпакской автономной области. В январе 1928 года освобождён.

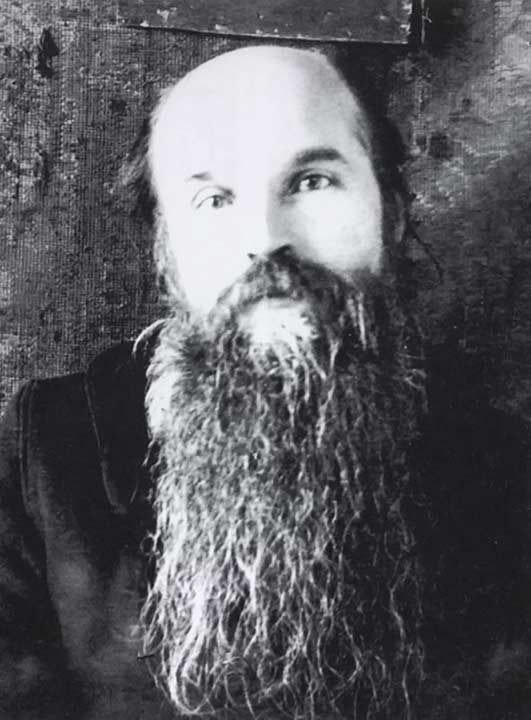
Епископ Герман (Ряшенцев). Фото из следственного дела, 1928 год

С 26 июня 1928 года — епископ Вязниковский, викарий Владимирской епархии.
В октябре 1928 года прихожане вязниковского Казанского собора выступили против планов закрытия храма. После этого 14 декабря епископ Герман был арестован по делу о «группировке вязниковских церковников». 17 мая 1929 года Особым совещанием ОГПУ Владимирского округа приговорён к трём годам исправительно-трудовых лагерей. В июне 1929—1930 находился в заключении в Кемском лагере, с 6 января 1930 года — в Соловецком лагере особого назначения, где тяжело заболел тифом. В конце 1930 года вместе с другими больными был вывезен из лагеря, и с 1931 года находился в ссылке под Котласом, затем в Великом Устюге, с октября 1931 года — в северных сёлах. Освобождён в феврале 1933 года.
В 1933—1934 годах жил в городе Арзамасе, где в марте 1934 года был арестован вместе с епископом Арзамасским Серапионом после того, как верующие помешали обновленцам захватить Рождественский храм города.
В мае 1934 года был приговорён к трём годам ссылки. В 1934—1937 годах находился в ссылке на станции Опарино Северо-Котласской железной дороги (ныне — Кировская область), затем в селе Кочпон под Сыктывкаром, где под его руководством сложилась община из ссыльных священнослужителей и мирян, которые старались оказывать помощь нуждающимся, в первую очередь, находившимся в лагерях. Организовал кружок любителей духовного пения при местном храме. Сохранились его письма из ссылок, в одном из которых он писал: «Многие из нас предназначены, быть может, быть искупительными жертвами, и надо, таким образом, думать более не о том, чтобы получить возможность жить где-либо в городе, а о граде грядущем, где всё наше земное со всеми скорбями и невзгодами только путь и дверь».

### Последний арест и мученическая кончина
23 февраля 1937 года арестован в городе Сыктывкаре, обвинён в организации «контрреволюционной группы „Священная дружина“». 13 сентября 1937 года приговорён по ст. 58—10 Уголовного кодекса РСФСР к расстрелу. Расстрелян 15 сентября 1937 года .

## Канонизация
При подготовке канонизации новомучеников и исповедников, совершённой РПЦЗ в 1981 году, его имя было внесено в черновой поимённый список новомучеников и исповедников Российских. При этом дата его смерти составителям не была известна. Поимённый список новомучеников и исповедников РПЦЗ, куда вошло и имя епископа Германа, был издан только в конце 1990-х годов.
6 октября 2001 года Священный синод Русской православной церкви постановил включить имя епископа Германа в Собор новомучеников и исповедников Церкви Русской.

## Труды
- Нравственное воззрение преп. Симеона, Нового Богослова. // Православный собеседник. 1907, январь.
- Письма владыки Германа: Жизнеописание и духовное наследие священномученика Германа, епископа Вязниковского. М., 2004.